# ウースター (マサチューセッツ州)

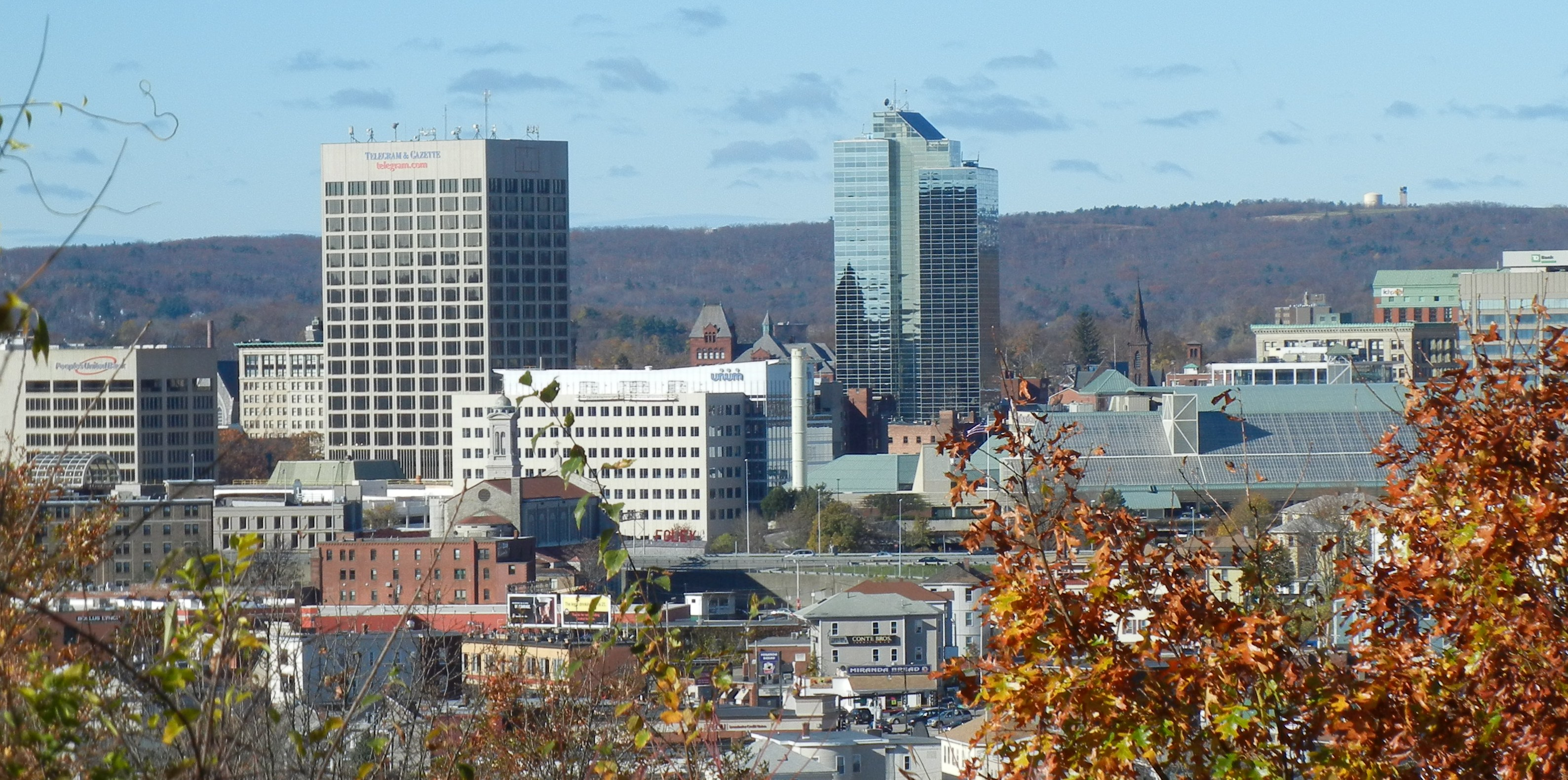
ウースターのダウンタウン

ウースターまたはウスター（Worcester）は、アメリカ合衆国マサチューセッツ州中央部にある都市。ボストンの西70キロメートルに位置している。人口は20万6518人（2020年）。ボストンに次ぐ州第2の都市であり、ウースター郡全域を都市圏としている。1998年に郡政府が廃止されるまではウースター郡の郡庁所在地だった。そのため同市は商工業都市としての性格と郊外都市としての性格を併せ持っている。
マサチューセッツ州中央部は、州の中では比較的人口が増加傾向にある地域である。しかしアメリカ合衆国北部の多くの都市同様、ウースターでも周辺にショッピングセンターが進出するなどスプロール化が進行している。
また、ウースターはカトリック系名門リベラルアーツ・カレッジのホーリークロス大学、全米トップ100位以内に入る私立のクラーク大学、ウースター工科大学など数校の大学がキャンパスを構える学術都市としての性格も持っている。

## 歴史

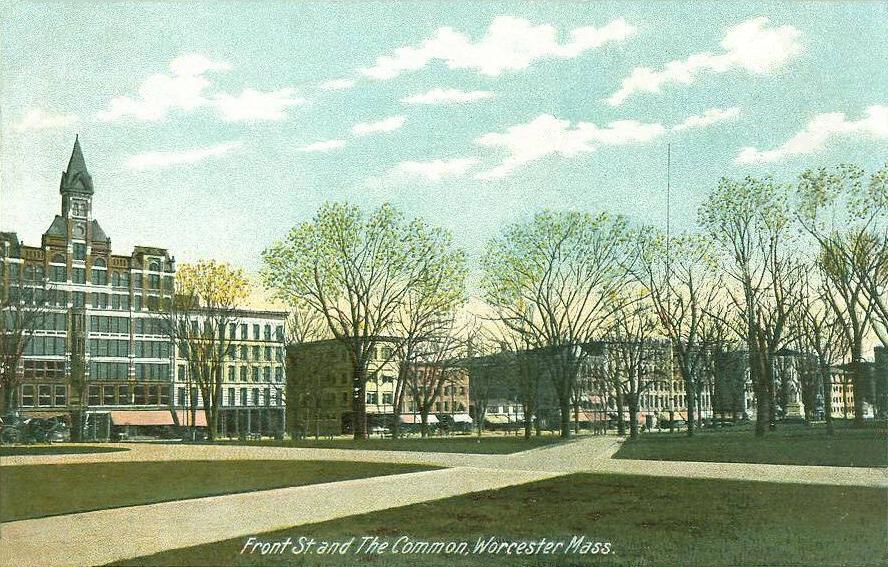
ウースター・コモン　1907年

ウースターへヨーロッパ人の入植が始まったのは1673年のことである。1684年には正式な村となった。1722年には町に昇格した。1731年にウースター郡が設立されると、ウースターはその郡庁所在地になった。1776年7月、マサチューセッツ州で初めて、ウースターでアメリカ独立宣言が読み上げられた。
ジョン・アダムズは、一時期ウースターの学校で教壇に立っていた。退職後、アダムズは故郷のブレインツリー（現クインシー市）に戻り、弁護士になった。
1848年、ウースターは市に昇格した。その後、1854年に市立公園としてエルム・パーク（Elm Park）が設置されるなど、ウースターの都市整備が進んでいった。
1908年4月30日、禁酒条例を制定。市内の酒場76軒が閉鎖された（連邦規模の禁酒運動はアメリカ合衆国における禁酒法を参照のこと）。
1953年、ウースターは大規模な竜巻に見まわれた。市の大部分を破壊したこの竜巻による死者数は94人に上った。竜巻による死者数としては、ニューイングランド史上最も多いものであった。竜巻によって壊された施設の中には、当時のアサンプション大学（Assumption College）のキャンパスもあった。なお、現在ではアサンプション大学のキャンパスは移転しており、クインシガモンド・コミュニティ・カレッジ（Quinsigamond Community College）に引き継がれている。
1999年にはダウンタウンの商業集積地からわずか5ブロック、ユニオン駅の近くに建っていた冷蔵倉庫跡から出火する事故があった。ウースター市のみならず近隣の町からも消防隊員が呼ばれた。消火は難航し、消防士6人が死亡した。このとき殉職した消防士たちは、地元ではウースター・シックス（Worcester Six）と呼ばれている。消防士たちの葬儀はダウンタウンのコンベンションセンター、DCUセンター（DCU Center）で執り行われた。葬儀の模様は全米ネットワークで放送され、当時の大統領ビル・クリントンや副大統領アル・ゴアも参列した。

## 地理

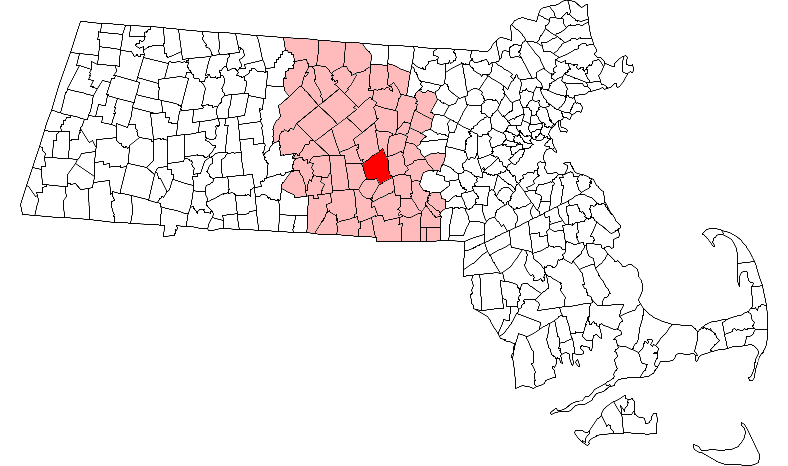
マサチューセッツ州内の位置

ウースターは北緯42度16分8秒 西経71度48分14秒 / 北緯42.26889度 西経71.80389度（42.268843, -71.803774）に位置している。市の標高は146mである。
アメリカ合衆国統計局によると、ウースター市は総面積99.9km2（38.6mi2）である。このうち97.3km2（37.6mi2）が陸地で2.6km2（1.0mi2）が水域である。総面積の2.59%が水域となっている。
かつてはウースター市内をブラックストーン川（Blackstone River）が流れていた。しかし川には暗渠化され、現在ではウォーター通り（Water Street）や市の南を流れる川にその名残が見られるのみである。
市は以下の7つの丘に囲まれ、ローマのような趣を見せている。
- エアポート・ヒル（Airport Hill）
- バンクロフト・ヒル（Bancroft Hill）
- ベルモント・ヒル（Belmont Hill） - 通称ベル・ヒル（Bell Hill）と呼ばれる
- グラフトン・ヒル（Grafton Hill）
- グリーン・ヒル（Green Hill）
- パカチョアグ・ヒル（Pakachoag Hill）
- バーノン・ヒル（Vernon Hill）

市の東端にはクインシガモンド湖（Lake Quinsigamond）が位置している。この湖ではボート競技の競技会がよく開催される。

## 教育

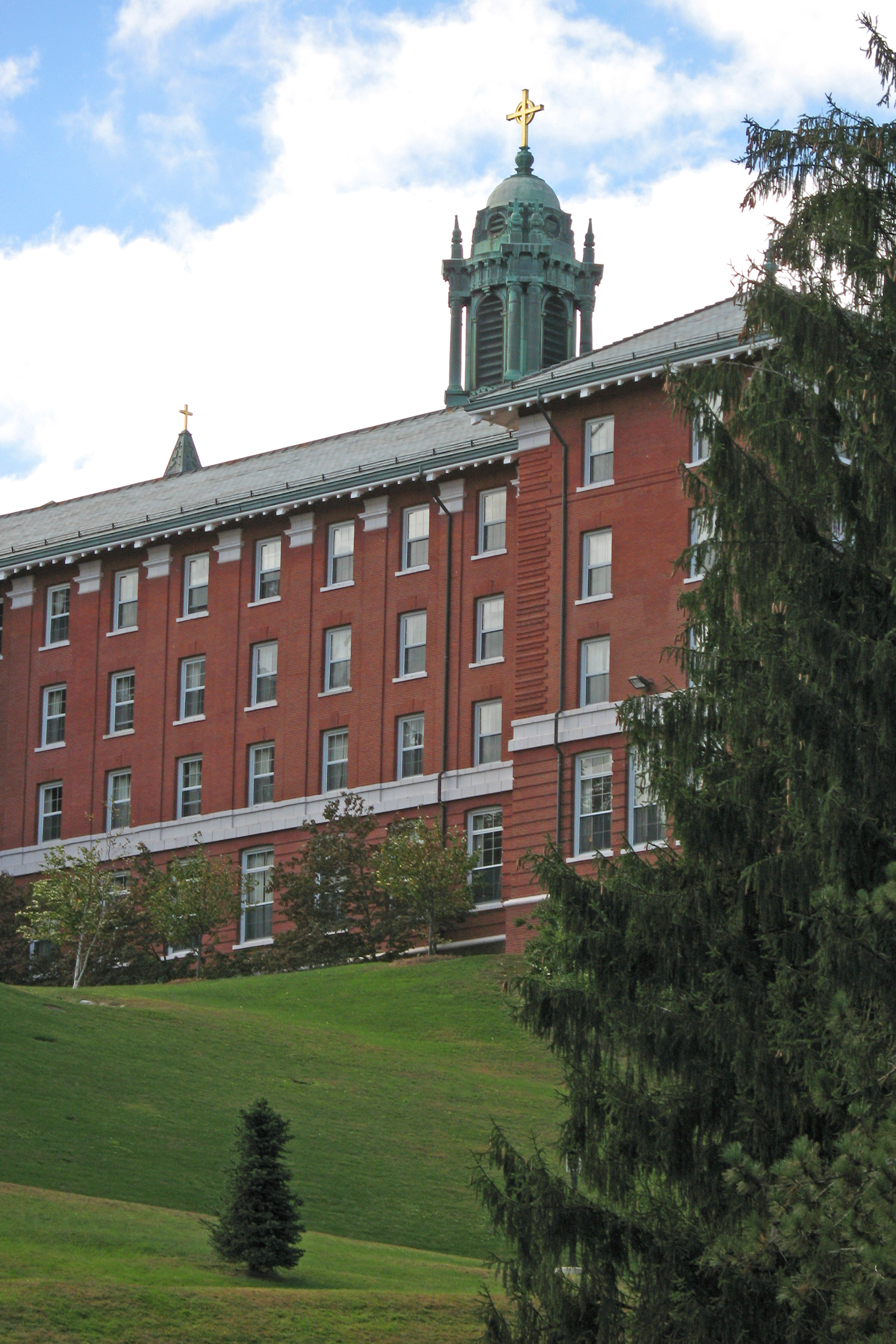
ホーリークロス大学

ボストン大都市圏はハーバード大学やマサチューセッツ工科大学をはじめとする大学が多く集まっていることで知られているが、ウースターも例外ではない。
ホーリークロス大学（College of the Holy Cross）は1843年創立の伝統あるカトリック系リベラルアーツ・カレッジで、全米トップ25常連の名門である。日本の上智大学と提携しており、毎年選抜された学生を相互に留学生として派遣している。クラーク大学（Clark University）は中規模私立総合大学で、こちらも全米トップ100に入る実力校である。ウースター工科大学（Worcester Polytechnic Institute）は理工系に特化した大学である。同学はマサチューセッツ理数アカデミー（Massachusetts Academy of Mathematics and Science）を併設しており、優秀な高校生に理工系の英才教育を施している。明治時代から大正時代にかけて日本の化学工業の発展をリードした下村孝太郎は、このウースター工科大学の卒業生である。
その他には、以下の大学がウースターにキャンパスを構えている。
- アサンプション大学（Assumption College）
- ベッカー大学（Becker College） - もとはベッカー短期大学（Becker Junior College）と呼ばれていた。
- クインシガモンド・コミュニティ・カレッジ（Quinsigamond Community College）
- マサチューセッツ薬学保健大学ウースター校（Massachusetts College of Pharmacy and Health Sciences）
- マサチューセッツ大学医学部（University of Massachusetts Medical School）
- ウースター州立大学（Worcester State College）

これらの大学の多くは、ウースター大学コンソーシアム（Colleges of Worcester Consortium）に加盟しており、学生の単位交換や大学間のシャトルバス運行、研究資料の共有化などの協力体制を敷いている。

## 名所

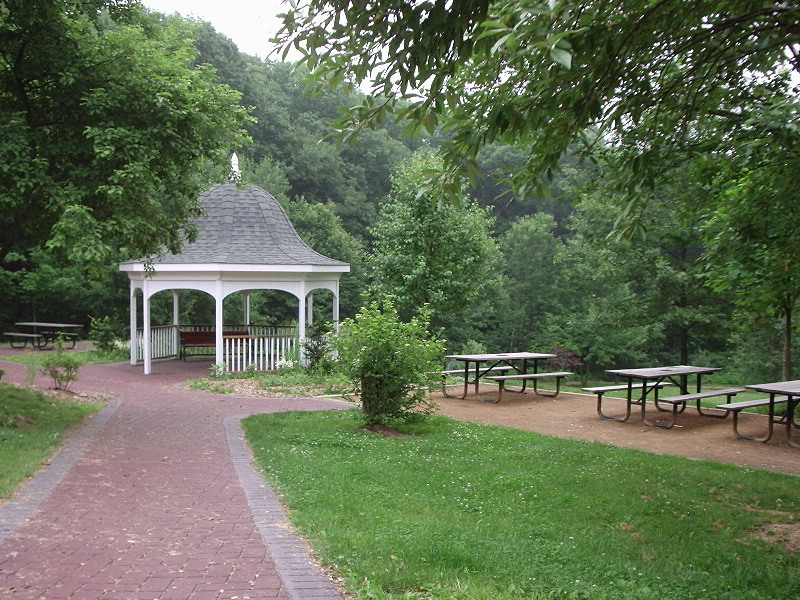
ドッジ・パーク（Dodge Park）の見晴台

ウースターは市内に総面積5,000,000m2を超える公園を抱えている。エルム・パークは1854年に市有地として購入し、フレデリック・ロー・オルムステッド（Frederick Law Olmsted）の設計で公園として整備されたものである。同園は1669年に設置された広さ32,000m2のウースター・コモン（Worcester Common）と共に、国の史跡に指定されている。ウースター・コモンの南側にはバーンサイド噴水（The Burnside Fountain）が設置されている。この噴水は少年がカメに乗った像のような形をしているため、地元では「カメと少年の愛の像」（The Turtle-Boy Love Statue）と呼ばれている。1903年にはグリーン家がグリーン・ヒルに有していた土地2,200,000m2を市に寄付し、市の公園の中で最大となるグリーン・ヒル・パークの設置につながった。2002年6月、州と市はグリーン・ヒル・パークの園内にベトナム退役軍人記念碑を設置することを決定した。
ウースターには博物館も数多い。ウースター美術館（Worcester Art Museum）や自然科学系の博物館であるエコタリウム（EcoTarium）のほか、アメリカ骨董博物館（American Antiquarian Society）や武器・防具を集めたヒギンズ防具博物館（Higgins Armory Museum）、トイレやシンクを集めたアメリカ衛生鉛管博物館（American Sanitary Plumbing Museum）といった、一風変わった博物館も立地している。
ウースターの鉄道駅、ユニオン駅（Union Station）の駅舎はルネサンス様式で建てられており、2000年に修復が完了した。内部には近郊電車・長距離列車のターミナルや各種レストランのほか、フランクリン・ルーズベルト・アメリカン・ヘリテージ・センター博物館（Franklin D. Roosevelt American Heritage Center Museum）もある。
演技芸術のためのホールとしては、メカニクス・ホール（Mechanics Hall）が立地している。DCUセンターは市のコンベンションセンターであり、各種イベントを行なうアリーナを併設している。地元アイスホッケーチーム、ウースター・シャークス（Worcester Sharks）はこのDCUセンターを本拠にしている。

## 交通

### 空港
ウースターの玄関口となる空港は、ウースター地域空港（en:Worcester Regional Airport）である。市街地の西5キロメートルに位置している小規模な国内線空港である。アメリカン・イーグル、デルタ・コネクション、ジェットブルー航空が乗り入れている。ニューヨーク、フロリダ州方面の便がある。最寄りの国際空港はボストンのローガン国際空港である。

### 鉄道

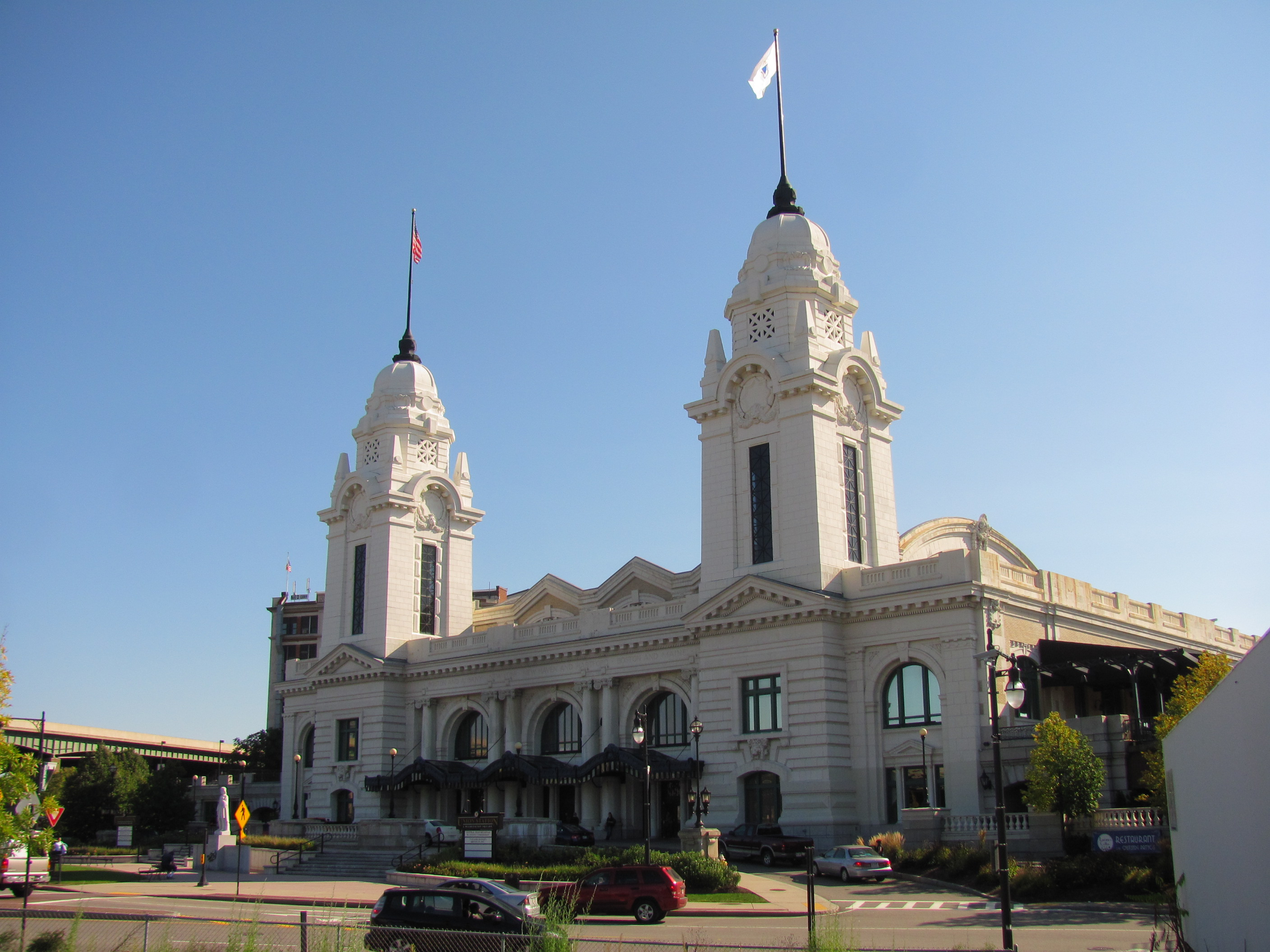
ユニオン駅

アムトラックとマサチューセッツ湾交通局（MBTA）のウースター・ユニオン駅はワシントン・スクェア2にある。アムトラックのシカゴ-ニューヨーク・ボストン間を結ぶ夜行長距離列車レイクショア・リミテッド号が1日1往復（当駅にはボストン発着の編成が）停車する。
ウースター・ユニオン駅はアムトラックの他にマサチューセッツ湾交通局（MBTA）が運営する通勤鉄道フレイミングハム・ウースター線が発着し、同線の終点となっている。

### バス
市内の交通機関としては、ウースター地域交通局（RTA）の運営する路線バスによってカバーされている。RTAはこのほか、ウースター大学コンソーシアムに加盟する大学間を結ぶシャトルバスも運営している。

### 道路
市の南を州間高速道路90号線が東西に走っている。I-90は大陸を横断する幹線で、ボストン都市圏内ではダウンタウンから放射状に延びる高速道路のひとつとなっている。ウースター市内へはI-90の支線であるI-290が通っている。ボストンは東へ約70km、所要約50分である。また、ウースターから北へはI-190が延びており、ダウンタウンの北でI-290から分流する。また、I-290はI-90との合流点からさらに南へI-395として延びており、コネチカット州のニューロンドンへと通じている（約117km、所要約70分）。ウースターの西郊ではI-84がI-90から分流し、ハートフォードへと通じている（約102km、所要約1時間）。ニューヨークからは約285km、所要約3時間20分である。

## 人口動勢

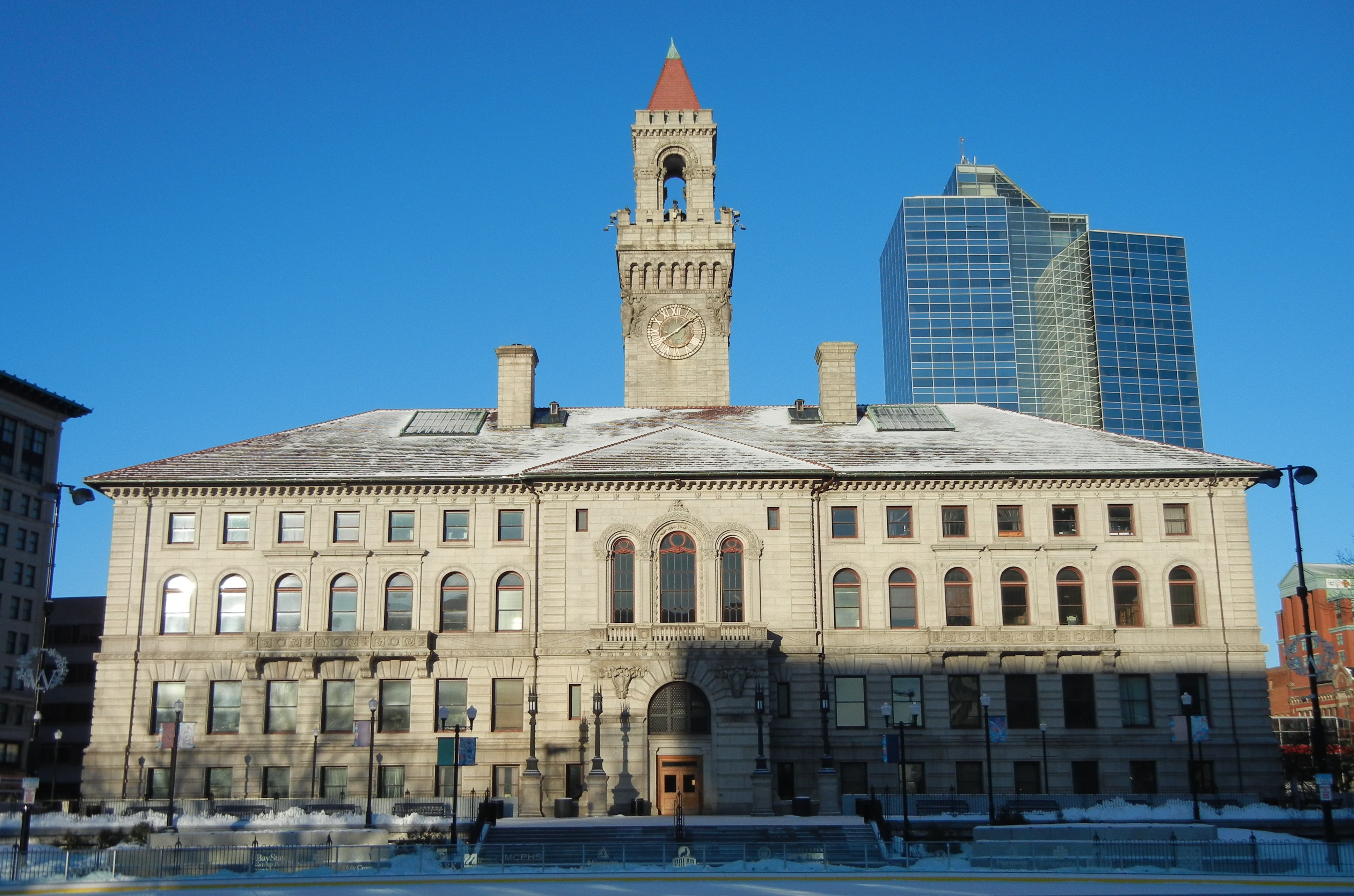
シティホール

以下は2000年国勢調査における人口統計データである。
| 基礎データ - 人口: 172,648人 - 世帯数: 67,028世帯 - 家族数: 39,211家族 - 人口密度: 1,774.8人/km2（4,596.5人/mi2） - 住居数: 70,723 - 住居密度: 727.0軒/km2（1,882.9軒/mi2） 人種別人口構成 - 白人: 77.11% - アフリカン・アメリカン: 6.89% - ネイティブ・アメリカン: 0.45% - アジア人: 4.87% - 太平洋諸島系: 0.06% - その他の人種: 7.24% - 混血: 3.39% - ヒスパニック・ラテン系: 15.15% 年齢別人口構成 - 18歳未満: 23.6% - 18-24歳: 13.3% - 25-44歳: 30.3% - 45-64歳: 18.6% - 65歳以上: 14.1% - 年齢の中央値: 33歳 - 性比（女性100人あたり男性の人口） - 総人口: 92.4 - 18歳以上: 88.7 | 世帯と家族（対世帯数） - 18歳未満の子供がいる: 29.0% - 結婚・同居している夫婦: 38.3% - 未婚・離婚・死別女性が世帯主: 15.6% - 非家族世帯: 41.5% - 単身世帯: 33.0% - 65歳以上の老人1人暮らし: 12.2% - 平均構成人数 - 世帯: 2.41人 - 家族: 3.11人 収入と家計 - 収入の中央値 - 世帯: 35,623米ドル - 家族: 42,988米ドル - 性別 - 男性: 36,190米ドル - 女性: 28,522米ドル - 人口1人あたり収入: 18,614米ドル - 貧困線以下 - 対人口: 17.9% - 対家族数: 14.1% - 18歳未満: 24.6% - 65歳以上: 11.6% |

## 姉妹都市
- ウスター、イギリス
- ピレウス、ギリシャ